# 化学の哲学
化学の哲学（かがくのてつがく、英語: Philosophy of chemistry）は化学の方法論や隠れた前提について考察するものである。哲学者たち、化学者たち、あるいは哲学者と化学者の混成集団によって探求される。科学哲学の歴史の大半は物理学の哲学が主役であったが、化学から生じる哲学的問題が20世紀後半から徐々に注目を浴びるようになってきた。

## 化学の基礎
化学を、また化学が何を研究するかを定義しようと試みると同時に主要な哲学的問題が生じた。原子や分子はしばしば化学理論の根本的な構成単位だと考えられたが、分子構造や化学結合の伝統的な記述では、金属や錯体、芳香族化合物といった多くの物質の性質の説明をできなかった。
また、化学者は様々な物体の構造や反応を説明するためにしばしば共鳴構造のような存在しないものを使う。こういった説明上の道具は、現実には単純な分子として振る舞わない化学物質や化学反応の振る舞いを記述するために言語やあるいは分子の図示表現を利用する。
化学で研究の根本的構成単位として微細な構造よりもむしろ物体を考えることを好む化学者・化学哲学者もいる。物体を分類するこの二つの方法は必ずしも一対一対応するというわけではない。例えば多くの岩石は複数のイオンからなる塩として存在するが、塩は固定的な混合比率や空間的相関関係を持たない。
関連する哲学的問題として化学は物質の研究なのか反応の研究なのかということがある。原子は固体中であっても絶え間なく動いているし、適切な条件下におけば化学物質は自発的に反応して新しく反応の産物を生成する。気温や気圧、ほかの分子との距離や地場の存在といった環境の変数の多さによって物体の特性が決まってくる。ヨアヒム・シュマーが述べたように、「物体の哲学者は確かな物体の変化によって化学反応を定義するが、過程の哲学者はそれぞれ特有の化学的反応によって物体を定義する」のである。
化学の哲学者は自然の中に存在する対称性やキラリティーの問題を議論する。有機的（つまり炭素骨格を持つ）分子は最もしばしばキラルなものである。アミノ酸、核酸、糖、これらは全て自然環境下では専ら一種類の光学異性体しか見つからないのであるが、生物の基本的な化学的構成単位である。このホモキラリティーの起源について化学者、生化学者、生物学者は同様に議論をする。哲学者はこの現象の起源について議論をしている。具体的には、生物の非存在下でラセミの環境の真っただ中に偶然に起こったのかどうか、あるいは別の過程を演じたのかどうか。この問題に対する答えは、それがもし見つかればの話であるが、地球外生命体との比較をしなければ見つからないのではないかと推測する者もいる。対称性という自然の前提に対して先入見があって、それによって反対の意見に対する抵抗が生じるのではないかと考える哲学者もいる。
最も時事性の高い問題は、物理学、特に量子力学がどこまで化学的現象を説明するかを決定することである。実は多くの人が考えていた以上に化学は物理学に還元できるのか、あるいは説明できないギャップが存在するのか？近年、私たちのミクロの世界に関する知識は増えていっているにもかかわらず物理還元主義の計画にはたくさんの困難が存在すると主張する文筆家もいる。同様のことを予言している最も著名な科学哲学者としてカール・ポパーがいる。

## 方法論
化学はある意味では典型的な研究室の科学であり、あるものは実験物理学と理論物理学の両方に先立つ。天文学者は自身のいる場所から遠く離れた場所にある物体に対して直接的に実験をすることなしに上手くやっていく必要があり、また、生物学者はより多くの可能な対象に対して倫理的・法的制約の中で実験を行う必要がある一方で、化学は科学的方法を構成する物事に関して教科書に載っている説明に従い、実際にはむしろそういう説明を生み出した。
化学の実験から生まれた一つのテーマとして化学者が行っているようなタイプの科学に対する刺激としての曖昧さの価値がある。例えば、化学において曖昧な言葉が使われることによって実験と理論の間のギャップが埋められており、それによって化学という領域が前進したとエミリー・グロショルツやロアルド・ホフマンが主張している。こういった主張は、概念がより完全に明確に定義されればより便利に証明ができるはずだという印象に対する偏見に挑戦しているのである。

## 化学の哲学
何人かの哲学者及び科学者が近年化学の哲学に注目している。特に、2000年に「The Philosophy of Chemistry」を発表したオランダのヤープ・ファン・ブラケル、「Foundations of Chemistry」の編者で「Normative and Descriptive Philosophy of Science and the Role of Chemistry in Philosophy of Chemistry」(2004年)その他の記事の著者であるマルタのエリック・スチェリといった名前が挙げられる。スチェリは特に周期表の哲学的基礎や、周期表に関して物理と化学がいかに交差するかに関心を抱いているが、こういった彼の主張することは科学の問題であるにとどまらず哲学の問題でもある。
科学の他の領域では方法を研究する者はその分野の実践者ではないのが一般的だが、化学、特に合成化学や有機化学では、高度な知識を持ってした方法や哲学的な基礎が実践的な研究プログラムの研究者によって探究されているということがしばしばある。イライアス・コーリーは「逆合成解析」の概念を発展させた一方で、計算機支援合成に対する思考の過程や推測を破壊した影響力の強い著書である「the logic of chemical synthesis」を公刊している。(「Classics in Total Synthesis」の共著者である)キリアコス・コスタ・ニコラウのような他の化学者もコーリーの先導に付き従ってきた。

### 評論記事
- Philosophy of Chemistry article on the Stanford Encyclopedia of Philosophy

### 雑誌
- Foundations of Chemistry, an international peer-reviewed journal for History and Philosophy of Chemistry as well as Chemical Education published by Springer.
- Hyle: International Journal for Philosophy of Chemistry, an English-language peer-reviewed journal associated with the University of Karlsruhe, Germany.

### 書籍
- Philosophy of Chemistry, J. van Brakel, Leuven University Press, 2000. ISBN 9-05867-063-5
- Philosophy of Chemistry : Synthesis of a New Discipline, Davis Baird, Eric Scerri, Lee McIntyre (eds.), Dordrecht: Springer, 2006. ISBN 1402032560
- The Periodic Table: Its Story and Its Significance, E.R. Scerri, Oxford University Press, New York, 2006. ISBN 0195305736
- Of Minds and Molecules: New Philosophical Perspectives on Chemistry, 'Nalini Bhushan and Stuart Rosenfeld (eds.), Oxford University Press, 2000, Reviewed by Michael Weisberg

### 学術的催し物
The International Society for the Philosophy of Chemistry―サマーシンポジウム2011が2011年8月9日~8月11日にコロンビアのボゴタにあるロス・アンデス大学で行われた。この会議はロス・アンデス大学がスポンサーについていた。この催し物はオックスフォード大学で2010年8月9日~8月11日に行われたThe International Society for the Philosophy of Chemistry―サマーシンポジウム2010の続編である。